# Большова Ганна Леонідівна
Ганна Леонідівна Большова (рос. Анна Леонидовна Большова; нар. 26 січня 1976, Москва) — російська акторка театру і кіно. Заслужена артистка Росії (2017). Почесний діяч мистецтв Москви (2014).
Внесена до «чистилища» бази «Миротворець» за діяння, які мають ознаки злочинів проти національної безпеки України[⇨].

## Біографія
Народилася 26 січня 1976 року в Москві в родині вченого-фізика Леоніда Олександровича Большова (нар. 23 липня 1946 року), нині академік РАН, директор Інституту проблем безпечного розвитку атомної енергетики (лауреат Державної премії СРСР з науки і техніки 1988 року, нагороджений орденом Мужності за участь у ліквідації наслідків Чорнобильської аварії в 1997 році та орденом Пошани в 2006 році), і Наталії Михайлівни Большової (нар. 1946).
Її бабуся по материнській лінії була примою провінційних театрів. Вона грала трагічних героїнь — Марію Стюарт, Катерину; певний час працювала з батьком Лії Ахеджакової, який був режисером в Майкопі. Прабабуся по батьківській лінії була відомою педіатринею. Прадід був священиком, співав у церковному хорі.
З дитинства займалася гірськими лижами, англійською, малюванням, співом, сольфеджіо.
Коли вчилася в сьомому класі, утворився театральний ліцей «Арлекін». Вона надійшла, рік провчилася. Тоді ж в ГІТІСі оголосили набір до коледжу на експериментальний курс при режисерському факультеті. Навчалася за інтегрованою програмою — освітні та спеціальні предмети.
В 1995 році закінчила Російську академію театрального мистецтва (курс Б. Р. Голубовського) і була запрошена в театр імені Гоголя, де грала в спектаклях «Комедія про Фрол Скобелєва» (Варя), «Вірна дружина» (Марі-Луїз) тощо.
У 1998 році запрошена в «Ленком» на роль Панночки у виставі «Містифікація», потім грає у виставі «Королівські ігри» (Анна Болейн), а також знаменитому спектаклі «Юнона і Авось» (Кончіта). Грає у виставах «Приборкання приборкувачів» (Марія), «Тартюф» (Ельміра), «Місто мільйонерів» (Діана), «Дона Флор» (Селія) та інших.
У кіно дебютувала в серіалі «З новим щастям!». Роль Наталки в серіалі «Зупинка на вимогу» принесла їй таку популярність, що стали впізнавати на вулицях. Грала головну роль в серіалах і фільмах «Сваха», «Єрмолови», «Мій особистий ворог», «Казароза», «Любов і страхи Марії» та ін.
Брала участь у проєкті Першого каналу «Зірки на льоду» в парі з фігуристом Олексієм Тихоновим. В 2009 році взяла участь в аналогічному шоу «Льодовиковий період» в парі з Повіласом Ванагасом. Пара посіла третє місце. В кінці січня 2014 року стала переможницею конкурсу пародистів «Повтори!» на Першому каналі Росії. З 2014 року — член журі проєкту «Точнісінько».
За даними деяких ЗМІ, є послідовницею тоталітарної секти «Долина сонця». Сама заперечує свою участь в секті. У 2016 році стала однією з учасниць проекту «Кіношоу» на каналі НТВ.
14 жовтня 2022 року в Калузькій області на власній автомашині збила насмерть жінку-пішохода.

### Родина
Була одружена зі зведеним братом Антоном Канаєвим (нар. 1982), сином Ганни Євгенівни Большової (Канаєвої), другої дружини її батька. Батько й мачуха одружилися влітку 2000 року, єдинокровний брат Давид Большов (нар. у серпні 2000).
Другий чоловік — художник Олександр Макаренко, у них є син Данило Макаренко (нар. у серпні 2008).
Сестра Олександра (нар. 1971) — вчителька музики в школі, в неї є син Петро (нар. 1994), племінник Ганни.

## Громадська позиція
Свідомо порушила державний кордон України з метою проникнення до окупованого Росією Криму. Два дні з 14 та 15 лютого 2018 року разом з іншими акторами (Анатолієм Васильєвим, Єгором Баріновим та Ольгою Волковою) незаконно гастролювала кримськими містами, граючи на сцені у спектаклі «Сімейна Вечеря в Половині Другого» (Сімферопольський музичний театр та Севастопольський театр імені А. В. Луначарського). Крім того, у травні 2018 року вона ще раз приїжджала до окупованого Севастополя на XXVII Міжнародний Кінофорум «Золотой Витязь».

## Творчість

### Ролі в театрі
- Театр імені М. В. Гоголя
  - «Комедія про Фрол Скобелєва» — Варя
  - «Вірна дружина» Сомерсета Моема — Марі-Луїз
- Театр «Ленком»
  - «Містифікація» — Панночка
  - рок-опера «Юнона і Авось» — Кончіта
  - «Королівські ігри» Григорія Горіна — Анна Болейн[16]
  - «Приборкання приборкувачів» — Марія
  - «Тартюф» — Ельміра
  - «Пролітаючи над гніздом зозулі (Затемнення)» Кена Кізі — Кенді[17]
  - «Місто мільйонерів» Едуардо Де Філіппо — Діана[18]
  - «Іспанські безумства» Лопе де Веги — Флорела[19]
  - «Дона Флор і два її чоловіка» — Селія[20]
- Театр імені Є. Вахтангова
  - «Замок» — Елеонора
- Театр Антона Чехова
  - «Круті віражі» — Елен[21]
- Театр Націй
  - «Женихи» — Вдова
- Театр «Міленіум»
  - «Трамвай „Бажання“» — Бланш, Стелла[22]

## Озвучення
- 1984 — Подарунок для слона — Жабеня (в українській версії)
- 2007 — Війна і мир (Росія, Франція, Німеччина, Італія, Іспанія, Польща) — Марі
- 2010 — Білка і Стрілка. Зоряні собаки — собака Білка

## Дубляж
- 2014 — Принцеса Монако — Грейс Келлі